# Diafra Sakho
Pour les articles homonymes, voir Sakho.
Diafra Sakho, né le 24 décembre 1989 à Guédiawaye au Sénégal, était un footballeur international sénégalais évoluant au poste d'attaquant et désormais sélectionneur adjoint à l'AS Génération Foot.

## Biographie

### Jeunesse
Originaire de Bakel de par ses deux parents, Diafra Sakho passe une grande partie de son enfance entre la Casamance et la Guinée-Bissau, où sa famille a émigré. À la suite de troubles en Guinée-Bissau, sa famille revient ensuite s'installer à Dakar en 2003. Il est petit-fils d'un marabout. 
À Dakar, Diafra Sakho joue dans un club de la Médina où il est repéré et il rentre à l'académie Génération Foot. Il n'y reste que six mois avant d'intégrer le centre de formation du FC Metz en 2007.

### FC Metz (2007-2014)
Il joue son premier match dans l'équipe professionnelle du FC Metz alors en Ligue 2, le 19 janvier 2010, contre l'équipe de Brest. Il inscrit son premier but la saison suivante le 10 septembre 2010 lors de la réception du FC Nantes.
Prêté à Boulogne lors de la deuxième partie de la saison 2011-2012, il revient en Moselle alors que le club grenat descend pour la première fois de son histoire en National. C'est cette saison que Sakho va se révéler en inscrivant 23 buts toutes compétitions confondues et en participant activement à la remontée de son club en Ligue 2.
Il confirme à l'étage supérieur en gardant sa régularité en inscrivant 20 réalisations toutes compétitions confondues et remporte même le championnat avec Metz alors promu. Sa bonne saison lui ouvre les portes de la sélection nationale : le 21 mai 2014, il joue son premier match pour le Sénégal contre le Burkina Faso.

### West Ham (2014-2018)

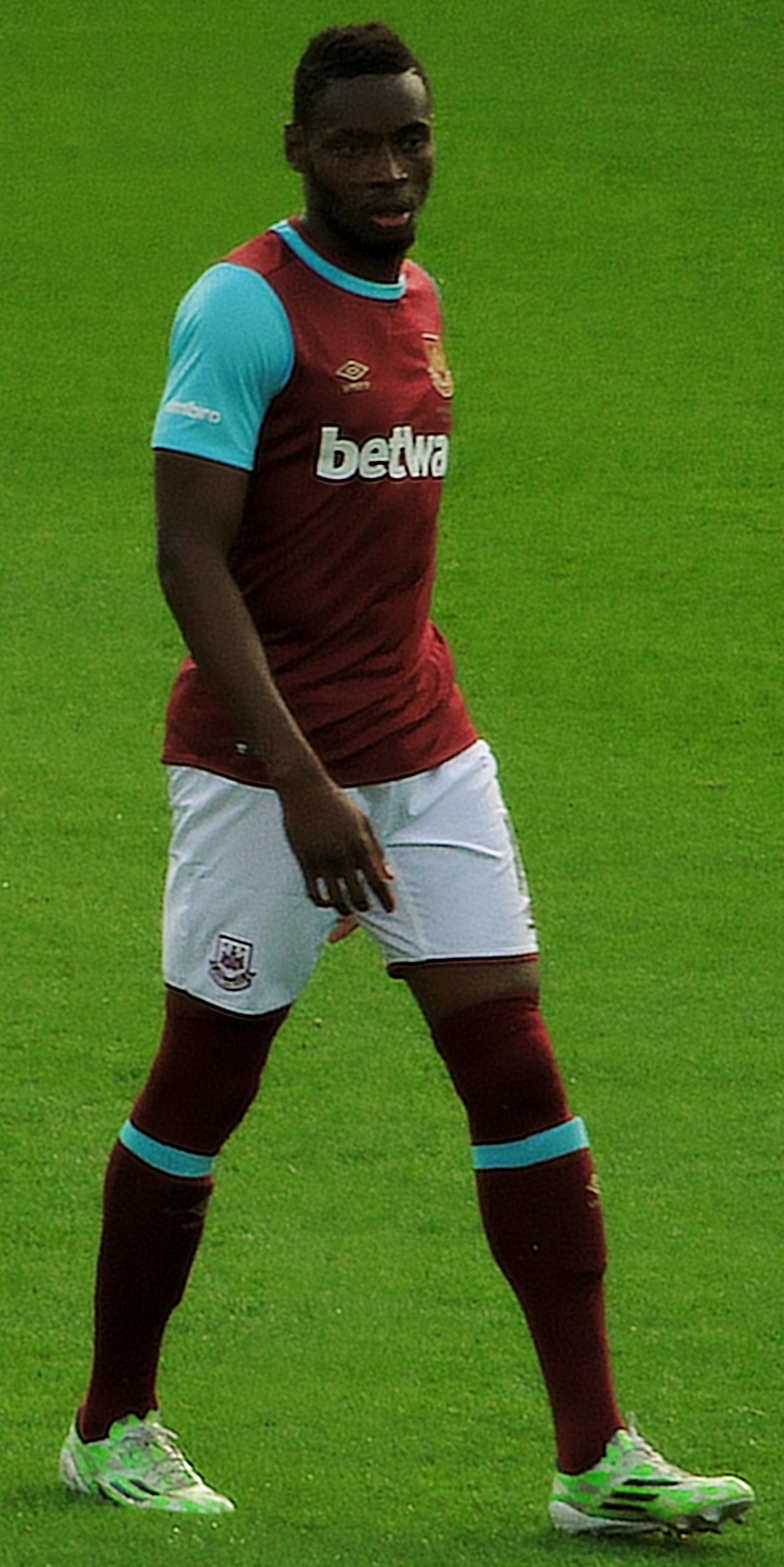
Sakho avec West Ham en 2015

Le 7 août 2014, le FC Metz et West Ham United trouvent un accord pour un transfert d'environ 4,4 millions d'euros, mais le transfert avorte. Après avoir passé tous les examens médicaux, West Ham a proposé finalement au FC Metz un prêt avec option d'achat. Ce revirement de position n'a pas été accepté par les dirigeants messins. Diafra Sakho est retourné à Metz dans la journée du mercredi 13 août 2014 mais signera finalement un contrat de quatre ans le lendemain contre une indemnité de 5 millions d'euros. À la suite de la neuvième journée de Premier League, il devient le deuxième joueur après Micky Quinn à marquer cinq buts lors de ses cinq premières titularisations.

### Stade rennais (2018-2019)
Le 29 janvier 2018, il signe en faveur de Rennes et inscrit le lendemain son premier but avec ses nouveaux coéquipiers, lors de son premier match, face au Paris Saint-Germain en demi-finale de Coupe de la Ligue. Il inscrit le premier but de son équipe alors menée 3-0, ce qui n'empêchera pas la défaite 3 buts à 2 face aux futurs vainqueurs.
Le 17 février 2018, il se distingue par un doublé en Ligue 1, ses deux premiers buts dans cette compétition, son équipe fait match nul à Caen (2-2).
Seulement six mois après son arrivée, il est prêté sans option d'achat au club turc de Bursaspor le 31 août 2018. À son retour en Bretagne, un départ dans les pays du Golfe est évoqué mais n'aboutit finalement pas. Après la première partie de saison 2019-2020 où il ne dispute aucune minute de jeu, n'étant convoqué qu'à une seule reprise pour la réception d'Angers, le Stade rennais annonce finalement la résiliation de son contrat le 31 décembre 2019.

### Expériences à Neuchâtel Xamax et Djibouti (2020-2021)
Le 19 juin 2020, libre de tout contrat, il s’engage en faveur du Neuchâtel Xamax FCS jusqu'à la fin du championnat de Suisse, décalée en août 2020 à cause de la pandémie de Covid-19.
Il ne reste que quelques mois dans le club suisse avant de trouver une nouvelle opportunité à Djibouti  en mai 2021 en signant pour une courte durée d'un an à l'Arta Solar 7. Invité à le rejoindre par l'un de ses amis et ancien coéquipier Alexandre Song, il y inscrit 12 buts et donne 12 passes décisives en 24 matchs de championnat. L'Arta Solar 7 fini champion de Djibouti et remporte également la Coupe nationale. Sakho déclare notamment lors d'une interview à l'Est Républicain : « Le club aurait aimé que je prolonge. Mais après avoir retrouvé du temps de jeu et de la confiance, j’avais l’envie de revenir en Europe pour montrer que je ne suis pas fini, à 32 ans. Dans un coin de ma tête, si je suis très performant, je me dis que j’ai peut-être une chance d’accrocher une place dans la sélection du Sénégal pour la Coupe du monde au Qatar.»

### AS Nancy Lorraine (2022-2023)
En août 2022, l'AS Nancy-Lorraine, reléguée en National 1 la saison précédente, annonce la signature de Diafra Sakho pour une durée de deux ans. Il rejoint ainsi son ancien entraîneur à Metz, Albert Cartier, qui a milité pour sa venue. Il a pour objectif de se relancer alors qu'il n'a pas disputé plus de 30 matchs dans une même saison depuis l'exercice 2017-2018. 
Le 2 septembre 2022, Sakho marque son premier but sous ses nouvelles couleurs lors de quatrième journée face à l'US Concarneau à la 80e minute et participe activement au premier succès de son équipe à l'extérieur (1-2), tandis que l'ASNL est réduite à 10 pendant plus d'une heure. Il réitère à l'occasion de la septième journée face au FC Versailles (2-2), match au cours duquel il est également expulsé à la 87e minute après avoir récolté deux cartons jaunes.
En juillet 2023, souffrant de douleurs au dos, il décide de mettre un terme à sa carrière professionnelle.

### En sélection nationale
Diafra Sakho compte 12 sélections en équipe nationale du Sénégal entre 2014 et 2018, période à laquelle il évoluait en Premier League avec West Ham. Il a notamment participé à la Coupe du monde 2018 (une sélection face à la Colombie) mais son équipe est éliminée dès le premier tour, finissant troisième de son groupe.

## Vie privée

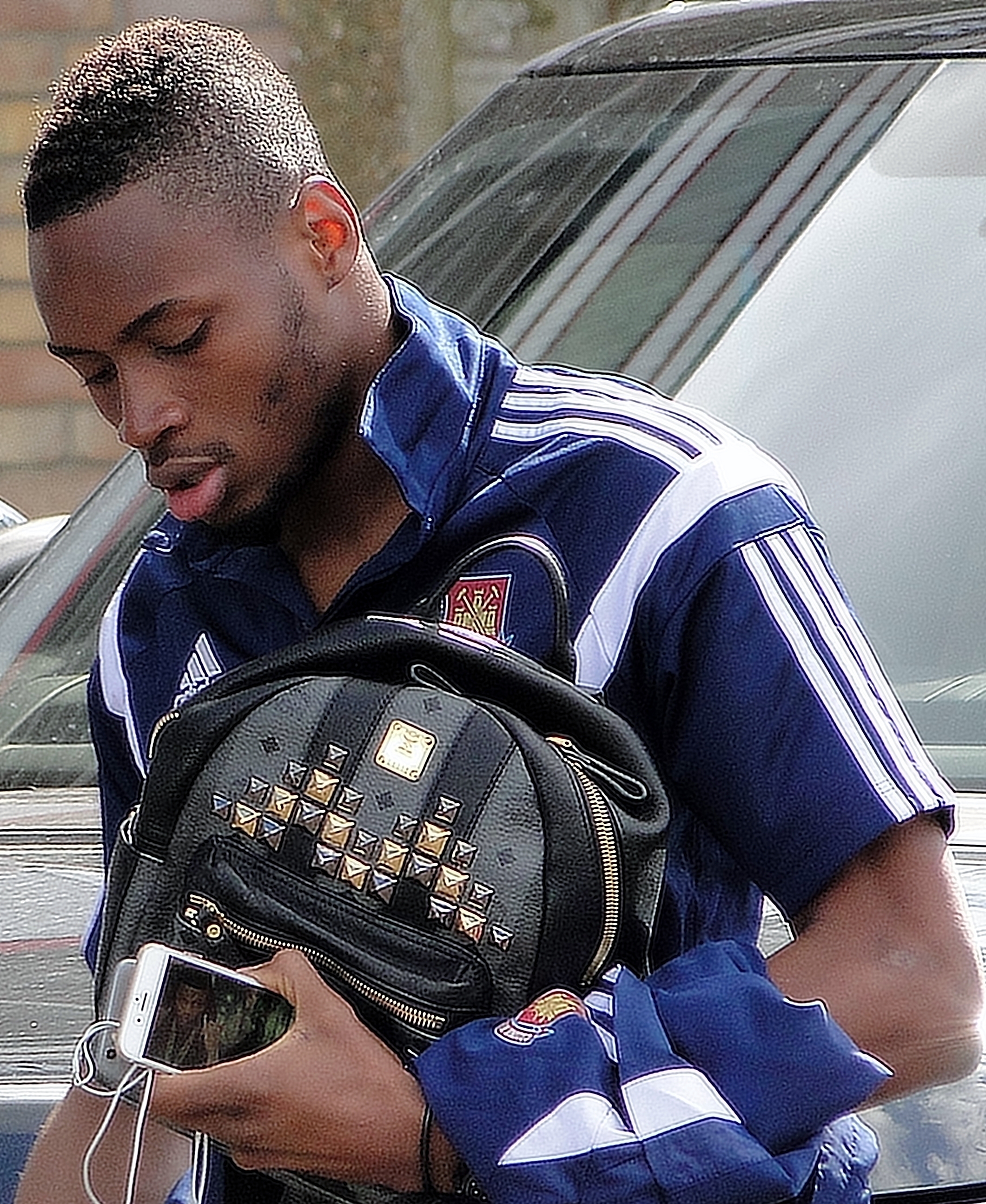
Sakho avec West Ham en 2015

En août 2015, un journal anglais affirme, sans que l'information soit confirmée, que Sakho aurait émis des « menaces de mort » à sa compagne. Arrêté à son domicile, il nie devant la police avoir tenu de tels propos. Selon un porte-parole du joueur, il « aurait donné une explication complète des événements à la police », ajoutant que l'affaire était close.
Diafra Sakho s'est marié en juin 2016 avec une basketteuse professionnelle prénommée Tabara résidant à Paris, elle-même d'origine sénégalaise ; il se remarie avec Alicia Monteiro en août 2020.

## Statistiques
| Saison                | Club                  | Championnat           | Championnat | Championnat | Coupe nationale | Coupe nationale | Coupe de la Ligue | Coupe de la Ligue | Compétition(s) continentale(s) | Compétition(s) continentale(s) | Compétition(s) continentale(s) | Sénégal | Sénégal | Total | Total |
| Saison                | Club                  | Division              | M.          | B.          | M.              | B.              | M.                | B.                | Comp.                          | M.                             | B.                             | M.      | B.      | M.    | B.    |
| 2009-2010             | FC Metz               | Ligue 2               | 5           | 0           | 1               | 0               | 0                 | 0                 | -                              | -                              | -                              | -       | -       | 6     | 0     |
| 2010-2011             | FC Metz               | Ligue 2               | 30          | 5           | 3               | 0               | 1                 | 0                 | -                              | -                              | -                              | -       | -       | 34    | 5     |
| 2011-2012             | FC Metz               | Ligue 2               | 9           | 0           | 1               | 2               | 0                 | 0                 | -                              | -                              | -                              | -       | -       | 10    | 2     |
| 2012-2013             | FC Metz               | National              | 33          | 19          | 1               | 0               | 3                 | 1                 | -                              | -                              | -                              | -       | -       | 37    | 20    |
| 2013-2014             | FC Metz               | Ligue 2               | 37          | 20          | 0               | 0               | 1                 | 0                 | -                              | -                              | -                              | 2       | 1       | 40    | 21    |
| Sous-total            | Sous-total            | Sous-total            | 114         | 44          | 6               | 2               | 5                 | 1                 | -                              | -                              | -                              | 2       | 1       | 127   | 48    |
| 2011-2012             | US Boulogne (prêt)    | Ligue 2               | 7           | 0           | 0               | 0               | 0                 | 0                 | -                              | -                              | -                              | -       | -       | 7     | 0     |
| 2014-2015             | West Ham United       | Premier League        | 23          | 10          | 2               | 1               | 1                 | 1                 | -                              | -                              | -                              | 1       | 0       | 27    | 12    |
| 2015-2016             | West Ham United       | Premier League        | 21          | 5           | 1               | 0               | 0                 | 0                 | C3                             | 2                              | 2                              | 3       | 0       | 27    | 7     |
| 2016-2017             | West Ham United       | Premier League        | 4           | 1           | 0               | 0               | 0                 | 0                 | -                              | -                              | -                              | -       | -       | 4     | 1     |
| 2017-2018             | West Ham United       | Premier League        | 14          | 2           | 0               | 0               | 3                 | 2                 | -                              | -                              | -                              | 4       | 2       | 21    | 6     |
| Sous-total            | Sous-total            | Sous-total            | 62          | 18          | 3               | 1               | 4                 | 3                 | -                              | 2                              | 2                              | 6       | 2       | 77    | 26    |
| 2017-2018             | Stade rennais FC      | Ligue 1               | 13          | 2           | 0               | 0               | 1                 | 1                 | -                              | -                              | -                              | 2       | 0       | 16    | 3     |
| 2018-2019             | Stade rennais FC      | Ligue 1               | 2           | 0           | 0               | 0               | 0                 | 0                 | C3                             | 0                              | 0                              | -       | -       | 2     | 0     |
| Sous-total            | Sous-total            | Sous-total            | 15          | 2           | 0               | 0               | 1                 | 1                 | -                              | 0                              | 0                              | 2       | 0       | 18    | 3     |
| 2018-2019             | Bursaspor (prêt)      | Süper Lig             | 20          | 3           | 0               | 0               | -                 | -                 | -                              | -                              | -                              | -       | -       | 20    | 3     |
| 2019-2020             | Neuchâtel Xamax       | Super League          | 8           | 0           | 0               | 0               | -                 | -                 | -                              | -                              | -                              | -       | -       | 8     | 0     |
| 2022-2023             | AS Nancy-Lorraine     | National              | 20          | 6           | 1               | 1               | -                 | -                 | -                              | -                              | -                              | -       | -       | 21    | 7     |
| Total sur la carrière | Total sur la carrière | Total sur la carrière | 246         | 73          | 10              | 4               | 10                | 5                 | -                              | 2                              | 2                              | 10      | 3       | 278   | 87    |

## Palmarès

### En club
- FC Metz
  - Vice-champion de France de National en 2013
  - Champion de France de Ligue 2 en 2014

### Distinctions personnelles
- Élu joueur du mois de Ligue 2 de novembre 2013 (avec le FC Metz)[19]
- Lauréat du Trophée UNFP du meilleur joueur de Ligue 2 en 2014 (avec le FC Metz)[20]
- Membre de l'équipe type de Ligue 2 aux Trophée UNFP en 2014 (avec le FC Metz)
- 3e meilleur buteur de Ligue 2 2013-2014 (20 buts, avec le FC Metz)